# Кларк (окръг, Айова)
Вижте пояснителната страница за други населени места с името Кларк.
Окръг Кларк (на английски: Clarke County) е окръг в щата Айова, Съединени американски щати. Площта му е 1117 квадратни километра, а населението – 9395 души (по изчисления за юли 2019 г.). Административен център е град Оцеола.